# Indiana Fever
De Indiana Fever is een Amerikaanse basketbalvrouwenploeg uit Indianapolis, Indiana die meedraait in de Women's National Basketball Association (WNBA). Het team werd opgericht in 2000 door eigenaar Herb Simon.
De mannelijke tegenhanger van de ploeg is Indiana Pacers. Indiana Fever speelt in het Gainbridge Fieldhouse.

## Erelijst
Conference Championships:
- 2009 Eastern Conference Champions
- 2012 Eastern Conference Champions
- 2015 Eastern Conference Champions

WNBA Championships:
- 2012 WNBA Champions

WNBA Commissioner's Cup:
- 2025 WNBA Commissioner's Cup

## Bekende (oud-)spelers
- Caitlin Clark (2024-heden)
- Tamika Catchings (2002-2016)
- Yolanda Griffith (2009)
- Allie Quigley (2010)
- Erin Phillips (2011-2013)
- Julie Allemand (2020)
- Tammy Sutton-Brown (2007-2012)

1 Shavonte Zellous · 
2 Erlana Larkins · 
8 Tammy Sutton-Brown · 
11 Karima Christmas · 
13 Erin Phillips · 
20 Briann January · 
23 Katie Douglas · 
24 Tamika Catchings · 
32 Jeanette Pohlen · 
45 Sasha Goodlett · 
50 Jessica Davenport · 
Coach Lin Dunn